# The Forgiven
The Forgiven е драматичен филм от 2021 г., написан и режисиран от Джон Майкъл Макдона, и е базиран на едноименния роман от 2012 г., написан от Лорънс Осбърн, с участието на Ралф Файнс и Джесика Частейн.
Световната премиера на филма се състои в Международния филмов фестивал в Торонто на 11 септември 2021 г., и е пуснат в Съединените щати на 1 юли 2022 г. от Roadside Attractions and Vertical Entertainment и е насрочен да бъде пуснат и във Великобритания на 2 септември 2022 г. от Universal Pictures и Focus Features.